# غوتفريد فون جينا
غوتفريد فون جينا (بالألمانية: Gottfried von Jena)‏ (و. 1624 – 1703 م) هو دبلوماسي، وأستاذ جامعي، وسياسي ألماني، ولد في تسيربست، توفي في هاله، عن عمر يناهز 79 عاماً.

## مناصب
تولى منصب جهيمرات ‏
.

## التعليم
تعلم في جامعة غيسن، وتعلم في جامعة ماربورغ
.